# Viidaleppia incerta
Viidaleppia incerta är en fjärilsart som beskrevs av Inoue 1986. Viidaleppia incerta ingår i släktet Viidaleppia och familjen mätare. Inga underarter finns listade i Catalogue of Life.